# Richard von Mises

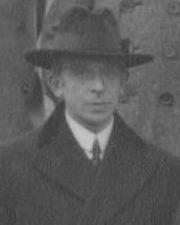
Richard von Mises (1930)

Richard von Mises, nemesi előnévvel Richard Edler von Mises (Lemberg, 1883. április 19. – Boston, Amerikai Egyesült Államok, 1953. július 14.) osztrák születésű, 1909–1914 és 1919–1933 között Németországban, 1939-től haláláig az Amerikai Egyesült Államokban tevékenykedő matematikus, fizikus, filozófus. Természettudósként az alkalmazott matematika, ezen belül a valószínűségszámítás és a matematikai statisztika elméleti alapjainak megújítója volt, emellett többek között mechanikával, aerodinamikával és elméleti fizikával is foglalkozott. Legjelentősebb munkája az először 1928-ban megjelent Wahrscheinlichkeit, Statistik und Wahrheit (’Valószínűség, statisztika és valóság’) című alapvetés volt. Tudományfilozófiai írásaival a bécsi kör neopozitivistáihoz kötődött. Ludwig von Mises közgazdász, a mikroökonómiai cikluselmélet megalkotójának testvéröccse.

## Élete
Galíciai zsidó nemesi családban született az Ausztriához tartozó Lemberg (ma Lviv, Ukrajna) városában, szülei második fiúgyermekeként. Apja Arthur von Mises, az osztrák–magyar államvasutak (Staatseisenbahn Gesellschaft) műszaki szakértője, anyja Adele von Landau volt. Szülei idősebbik fiúgyermeke, Richard bátyja a másfél évvel idősebb, később világhírű közgazdásszá lett Ludwig volt. Richard általános iskoláit galíciai szülővárosában végezte el, középfokú tanulmányait pedig 1901-ben kitüntetéssel fejezte be a bécsi Akadémiai Gimnáziumban (Akademisches Gymnasium).
Richard a bécsi műszaki főiskolán végzett felsőfokú matematikai, fizikai és gépészmérnöki tanulmányait 1907-ben fejezte be (diplomamunkájának tárgya a dugattyúval mozgatott kerekek tömegeloszlásának vizsgálata volt). Ezt követően a morvaországi Brünn (ma Brno, Csehország) műszaki főiskoláján kapott kinevezést mint a matematikus Georg Karl Wilhelm Hamel asszisztense. Doktori védésére is itt került sor 1908-ban, téziseit a vízturbinákról írta. 1909-ben az alkalmazott matematika professzorává nevezték ki a strassburgi egyetemen (ma Strasbourg, Franciaország), egyúttal megkapta a német állampolgárságot is. Karrierjét az első világháború kirobbanása szakította félbe, bár hivatalosan egészen 1918-ig maradt az intézet tanára. 1914-ben csatlakozott hazája, az Osztrák–Magyar Monarchia hadseregéhez, s kezdetben pilótaként szolgált. Később a harci repülőgépek tervezésével és tesztrepülésekkel foglalkozó katonai stábhoz osztották be. Repülőgép-konstruktőrként ő vezette azt a kis csapatot, amelynek munkája eredményeképpen 1916-ban a tervezőasztalon megszületett az egyik első, 600 lóerős osztrák–magyar harci gép. A Mises-repülőgép (Mises-Flugzeug) sorozatgyártására soha nem került sor, de a repülőgépmérnökök körében nagy elismerést aratott a munka.
A világháborút követően, 1919-ben egy évre a drezdai műszaki főiskolán a hidrodinamika és aerodinamika tanszékvezető tanára lett. 1920-tól 1933-ig a Berlini Egyetem matematikaprofesszora, egyben az Alkalmazott Matematikai Intézet (Institut für Angewandte Mathematik) első igazgatója volt. 1921-ben megalapította és 1933-ig főszerkesztőként gondozta a Zeitschrift für Angewandte Mathematik und Mechanik című alkalmazott matematikai és mechanikai szakfolyóiratot.
1933. április 7-én, röviddel Hitler hatalomra kerülése után életbe lépett a Berufsbeamtengesetz, amely a zsidó származásúakat eltiltotta a közhivatalok viselésétől. A katolikus felekezetű, de zsidó származású Mises ekkor még megtarthatta berlini katedráját és intézményvezetői állását – mint első világháborús veterán mentesült a törvény alól –, azonban 1933 novemberében elhagyta az országot: a nácizmussal szemben a törökországi emigrációt választotta. 1933-tól 1939-ig az isztambuli egyetemen az Elméleti és Alkalmazott Matematikai Tanszék vezetőjeként tevékenykedett. Munkatársa és élettársa, a szintén matematikus Hilda Geiringer 1934-ben követte őt Isztambulba, s később, 1943-ban – immár az Amerikai Egyesült Államokban – házasságot is kötöttek.
1939-ben Mises az Amerikai Egyesült Államokba emigrált, és még ugyanabban az évben a cambridge-i Harvard Egyetemen kapott docensi állást. 1944-től haláláig az egyetem véglegesített aerodinamikai és alkalmazott matematikai professzora volt. 1950-ben korábbi anyaintézménye, a berlini tudományegyetem díszdoktorává avatta. Ugyanabban az évben a szovjet befolyás alatt álló Német Demokratikus Köztársaság tudományos akadémiája tiszteleti tagjává választotta Misest, ő azonban – tekintettel a Joseph Raymond McCarthy vezette Amerika-ellenes bizottság tevékenységére, az esetleges következményektől tartva – visszautasította a tagságot.
Súlyos betegségben, hetvenesztendős korában halt meg 1953. július 14-én Bostonban.

## Életműve

### Természettudományos munkássága
Mises természettudományos érdeklődése rendkívül szerteágazó volt. Foglalkozott valószínűségszámítással, matematikai statisztikával, integrál- és differenciálegyenletekkel, konstruktív geometriával, szilárdságtannal, aerodinamikával, hidrodinamikával, áramlástannal és repüléstannal.
Első tudományos dolgozata még diákkorában, 1905-ben jelent meg a Zeitschrift für Mathematik und Physik című szakfolyóiratban a síkgörbék infinitezimális geometriájáról (Zur konstruktiven Infinitesimalgeometrie der ebenen Kurven). Az 1910-es években, Strassburgban figyelme az aerodinamika és a repüléstan felé fordult, 1913-ban ő tartott a világon elsőként egyetemi kurzust a motoros repülés tárgyában. E területen nevéhez fűződik a határolófelületek környezetében zajló határréteg-áramlás beható vizsgálata és leírása is.
Ugyanezekben a korai években kezdett szilárdságtannal is foglalkozni, s jelentős eredményeket ért el a folyási feltétel definiálásában, valamint a hengeres szerkezetek nyomásellenállásának és stabilitásának vizsgálatában. Az integrál- és differenciálegyenletek mechanikai alkalmazásával, numerikus megoldási módszereivel foglalkozva, Heinrich Weberrel és korábbi bécsi évfolyamtársával, Philipp Frankkal közösen adták ki ez irányú eredményeiket (Die Differential- und Integralreichungen der Mechanik und Physik, 1925–1927). A matematikai számítások mechanikai alkalmazási lehetőségeivel később, amerikai éveiben is sokat foglalkozott, oldalán Kármán Tódorral.
1920-tól, a berlini egyetem professzoraként új alkalmazott matematikai tantervet dolgozott ki, amelynek bevezetésével a hallgatók betekintést nyerhettek többek között a matematika csillagászati, geodéziai és mérnöki alkalmazásának lehetőségeibe. Az általa vezetett Alkalmazott Matematikai Intézet komoly eredményeket mutatott fel a mechanikában alkalmazható valószínűségszámítás, a statisztika, a differenciálegyenletek numerikus módszerei, az aerodinamikai és a rugalmasságtani vizsgálatok terén.
Mises matematikai-fizikai munkásságának leghangsúlyosabb vonulata, a valószínűségszámítás mérnöki alkalmazása, illetve ezen keresztül a matematikai valószínűség-elmélet megújítása az 1920-as évek második felétől bontakozott ki (noha már korábban is foglalkozott e tárgykörrel). Az 1928-as Wahrscheinlichkeit, Statistik und Wahrheit, valamint az 1936-os Wahrscheinlichkeit, Statistik und Wahrheit: Einführung in die neue Wahrscheinlichkeitslehre und ihre Anwendung munkáiban összegezte a relatív gyakoriságra épülő valószínűségszámítási modelljét.
Geometriai, mechanikai, analitikai, valószínűségszámítási, matematikai statisztikai és általános matematikai írásai egy évtizeddel a halála után, 1964-ben jelentek meg gyűjteményes kiadásban.

### Filozófiai munkássága
Mises az 1920-as évek elejétől felfigyelt a bécsi kör (Wiener Kreis) tudományfilozófiai tevékenységére, s közeli kapcsolatot ápolt a kör néhány tagjával: a filozófus Otto Neurathtal, a matematikus Philipp Frankkal és Hans Hahnnal. A korábbi nemzedékek gondolkodói közül nagymértékben hatott rá Ernst Mach és John Venn munkássága. Emellett személyes ismerősei, barátai között tudhatott olyan nagy hatású, a gondolkodását formáló egyéniségeket, mint a költő Rainer Maria Rilke, az író Robert Musil, későbbi felesége, a matematikus Hilda Geiringer, vagy a magyar származású matematikus Abraham Wald. Filozófusként Mises önmagát a pozitivisták körébe sorolta, s tudományfilozófiai álláspontját a következőképpen összegezte 1951-ben megjelent könyvében (Positivism: A study in human understanding):

„A pozitivizmus nem formál igényt arra, hogy minden felmerülő kérdésre racionális választ találjon, ahogy az orvostudomány sem tételezi minden betegség gyógyíthatóságát, és a fizika tudománya sem él azzal a premisszával, hogy minden jelenség megmagyarázható. Ám annak puszta lehetősége, hogy egyes kérdéseinkre nem találhatunk választ, nem elégséges indok ahhoz, hogy ne is eredjünk eme válaszok nyomába, vagy ne éljünk a már rendelkezésünkre álló feleletekkel.”

## Főbb művei
- Elemente der technischen Hydromechanik, Leipzig, Berlin, Teubner, 1914
- Fundamentalsätze der Wahrscheinlichkeitsrechnung, in Mathematische Zeitschrift, 1919. 4:1–97.
- Grundlagen der Wahrscheinlichkeitsrechnung, in Mathematische Zeitschrift, 1919. 5:52–100.
- Naturwissenschaft und Technik der Gegenwart: Eine akadem. Rede mit Zusätzen, Leipzig, Berlin, Teubner, 1922
- Die Differential- und Integralgleichungen der Mechanik und Physik, als 7. Auflage von Riemann-Webers Partiellen Differentialgleichungen der mathematischen Physik, I–II. köt., szerk. Philipp Frank & Richard von Mises, Braunschweig, Vieweg, 1925–1927
- Fluglehre: Vorträge über Theorie und Berechnung der Flugzeuge in elementarer Darstellung, Berlin, Springer, 1926
- Wahrscheinlichkeit, Statistik und Wahrheit, Wien, Springer, 1928
Angolul: Probability, statistics and truth, transl. by Jerzy Neyman, D. Sholl & Eugen Rabinowitsch, New York, MacMillan, 1939
- Zur Berechnung des effektiven Zinsfusses, Uppsala, Almquist & Wiksell, 1933
- Wahrscheinlichkeit, Statistik und Wahrheit: Einführung in die neue Wahrscheinlichkeitslehre und ihre Anwendung, Wien, Springer, 1936
- Kleines Lehrbuch des Positivismus: Einführung in die empiristische Wissenschaftsauffassung, Chicago, University of Chicago Press, 1939
- Theory of flight, Providence, American Mathematical Society, 1942
- Rilke in English: A tentative bibliography, Cambridge, Cosmos Press, 1947
- Notes on mathematical theory of compressible fluid flow, Cambridge, Harvard University Press, 1949
- Positivism: A study in human understanding, Cambridge, Harvard University Press, 1951
- Selected papers of Richard von Mises, I–II. köt., ed. by Philipp Frank, Providence, American Mathematical Society, 1964

## Magyarul
- A mechanika és fizika differenciál- és integrálegyenletei. 1. matematikai köt.; szerk. Richard von Mises, ford. Juhász István, Kósa András et al.; Műszaki, Bp., 1966